# Liste des commanderies templières en Castille-La Manche
Cette liste recense les anciennes commanderies et maisons de l'Ordre du Temple dans l'actuelle communauté autonome de Castille-La Manche.

## Histoire et faits marquants

L’emblème de l’ordre de Calatrava

Cette communauté autonome correspond à une partie de l'ancien royaume de Castille et les commanderies établies dans cette région d'Espagne faisaient partie de la province de Castille et León qui fut réunie vers 1220 avec celle du Portugal,.
Les templiers ont peu marqué de leur empreinte cette région à cause de l'abandon de la forteresse musulmane de Qal'at Rabah en 1158. Elle fut confiée à Raymond (abbé de Fitero) et l'ordre de Calatrava naitra de la communauté qui s'y était installée. Une grande partie de ces territoires a été conquise par ce nouvel ordre militaire.
Leurs possessions dans la région au moment de leur arrestation semblent se limiter à l'actuelle province de Tolède. Ils ont été également présents dans la province de Ciudad Real mais ils n'y sont pas restés et leur présence dans celle de Guadalajara est supposée mais non confirmée faute de preuves historiques.

### Campo de Calatrava
La présence des templiers dans la comarque historique de Campo de Calatrava (es) est avérée, même si celle-ci fut éphémère. C'est un épisode controversé de leur histoire, comparable à celui d'Almería en Andalousie où la garnison templière fut massacrée en protégeant l'évacuation des chrétiens (1157). Qualifié d'abandon de cette place par certaines chroniques, les templiers ont semble-il payé un lourd tribut pour la défense des châteaux de l'actuelle province de Ciudad Real. Initialement, le roi de Castille concéda en 1129 la dignité de Qal'at Rabah aux chevaliers de l'ordre du Temple mais cette terre n'était pas encore conquise. Cela correspondait à la forteresse de Calatrava incluant également les châteaux d'Alhambra, de Caracuel, d'Almodóvar del Campo, ainsi que les territoires correspondant au parc naturel des lacs de Ruidera jusqu'à Mestanza au sud-est. La forteresse fut conquise en 1147, occupée par l'ordre aux alentours de 1148-1150, ces derniers décidant de restituer au roi Sanche III de Castille l'ensemble des places fortes vers 1157/58, le coût humain pour les défendre contre les Almohades s'avérant trop lourd. L'ordre de Calatrava prit la suite, mais la forteresse fut reprise en 1195 et l'ordre renonça définitivement à la reprendre en 1217 car le secteur était trop difficile à défendre. 
On remarque que Caracuel figure dans une liste des biens templiers qui se trouvaient en Estrémadure, mentionnée par l'historien Juan de Mariana au XVIIe siècle. Mais Gonzalo Martínez Díez (es) réfute cette hypothèse dans son ouvrage sur les templiers dans le royaume de Castille qui est paru en 1993 et qu'elle ne figure pas non plus dans un inventaire plus récent proposé par Carlos Pereira Martínez en 2006.

## Commanderies
| Commanderie | Ville actuelle (ou à proximité) | Observations |
| ----------- | ------------------------------- | --- |
| Cebolla     | Cebolla                         | Dont le château de Villalba de Bolobras sur la commune de Cebolla également. Considérée par Gonzalo Martínez Díez comme une commanderie à part entière au même titre que Pereira Martínez. 39° 54′ 44″ N, 4° 32′ 15″ O |
| Montalbán   | San Martín de Montalbán         | Santa María de Montalbán, y compris les châteaux de Montalbán (es) et de Ronda (à El Carpio de Tajo),. |
| Junco       | Yuncos ?                        | Commanderie attestée dont l'emplacement reste incertain. Les historiens ne sont pas certains qu'il s'agit de l'actuelle commune de Yuncos,.                                                                            |

| Localisation en Castille-La Manche (Liens vers les articles correspondants)          |
| ------------------------------------------------------------------------------------ |
| \| Castille-et-León Estré. Aragon Murcie Val. Andalousie Cebolla Montalbán Yuncos \| |
| Castille-et-León Estré. Aragon Murcie Val. Andalousie Cebolla Montalbán Yuncos       |

## Autres biens
L'un des documents historique permettant de connaître les biens que possédaient les templiers en Castille est une citation émanant de l'archevêque de Tolède Gonzalo Díaz Palomeque (es) en 1310 au moment de leur arrestation. Au XVIIe siècle ce document se trouvait dans les archives de la cathédrale de Tolède et énumère 24 commanderies dont deux pour cette région : « Junco et Montalvan » auxquelles il faut ajouter les maisons du Temple de « Cebolia et Villalva » qui en dépendent.
Ils possédaient également :
- Le château de Ronda, sur les rives du Tage, commune d'El Carpio de Tajo[8],[11],[17]. Ce château n'existe plus et se trouvait non loin de l'ermitage du même nom. 39° 51′ 16″ N, 4° 27′ 08″ O

| Localisation dans la province de Tolède (Liens vers les articles correspondants) |
| -------------------------------------------------------------------------------- |
| \| Cebolla Montalbán Ronda Villalba Yuncos \|                                    |
| Cebolla Montalbán Ronda Villalba Yuncos                                          |

## Possessions douteuses ou à vérifier
Possessions non attestées, qu'il s'agisse de légendes locales ou d'une absence de documents historiques permettant de confirmer qu'ils ont appartenu ou qu'ils ont été confiés à la garde des chevaliers de l'ordre du Temple :
- Almansa[18]
- Le couvent templier de San Benito de Torija[19] qui n'était pas une commanderie[20],[21]. Il ne s'agit pas du château de Torija et son emplacement est inconnu. Certains historiens mettent en doute l'existence de ce couvent, la bulle du Pape Alexandre III citant cinq couvents dont celui-ci ayant été perdue et il se pourrait qu'il s'agisse d'un couvent qui se trouvait dans la province de Zamora en Castille-Léon[22].
- La chaine de montagnes des monts de Tolède[23].
- Novés[24].
- La comarque de Sierra de San Vicente (es), dont la commune de Castillo de Bayuela avec son château (ruines)[25].
- Le monastère San Francisco de Guadalajara (es)[26],[27] et divers autres biens aux alentours de Guadalajara[28].